# Vừng đất
Vừng đất (danh pháp khoa học: Artanema longifolium)  là loài thực vật có hoa thuộc họ Linderniaceae được Carl Linnaeus mô tả lần đầu tiên năm 1767 dưới danh pháp Columnea longifolia. Năm 1882 Wilhelm Vatke chuyển nó sang chi Artanema.
Loài này có phân bố ở các khu vực nhiệt đới châu Phi, tiểu lục địa Ấn Độ và Đông Nam Á. Các quốc gia ghi nhận bao gồm Angola, Benin, Campuchia, Cameroon, Cộng hòa Trung Phi, Congo, Gabon, Ghana, Ấn Độ, Ivory Coast, Liberia, Malaysia, Myanmar, Nigeria, Philippines, Sri Lanka, Thái Land, Togo, Uganda, Việt Nam, Cộng hòa Dân chủ Congo.
Lá cây vừng đất có thế sử dụng được làm rau ăn.